# رو ذات‌الکرسی
رو ذات الکرسی (به انگلیسی: Rho Cassiopeiae) یک ستاره فراغول سرد در صورت فلکی ذات‌الکرسی است. این ستاره حدود ۱۱۶۵۰ سال نوری یا ۳۵۷۰ پارسک با زمین فاصله دارد، اما با این حال هنوز هم می‌توان آن را از نیم کره شمالی زمین با چشم غیرمسلح رصد کرد، زیرا این ستاره دارای درخششی در حدود ۵۵۰٬۰۰۰ درخشندگی خورشید است. قطر این ستاره حدود ۴۵۰ قطر خورشید، شعاع آن حدود ۴۵۰ شعاع خورشیدی، و جِرم آن نیز حدود ۴۰ جرم خورشیدی، یعنی تقریباً منطبق با حدّ هامفریس - دیویدسن می‌باشد؛ یعنی اگر جرم آن مقدار اندکی، مثلاً ۱ جرم خورشیدی، از مقدار فعلی بیش تر بود، دیگر این ستاره یک فراغول سرد نبود و آن را در یکی از دو گروه متغیرهای آبی درخشان و ولف رایت‌ها جا می‌دادند. در حالت عادی، قدر مطلق این ستاره حدود ۷٫۵- است، و با کمی مبالغه می‌توان این ستاره را یکی از درخشان‌ترین ستاره‌های شناخته شده به شمار آورد. به هر حال دمای سطح این ستاره خیلی شبیه دمای سطح خورشید است. این ستاره در کنار سایر ویژگی‌های جالبش، یک ستاره فراغول سرد است، فراغول‌های سرد گروه نادری از ستاره‌های فراغول هستند که تاکنون تنها ۷ عدد از آنان شناسایی شده‌اند. رو ذات الکرسی یک ستارهٔ منفرد است.

## رصد

### نامگذاری‌ها
در سال ۱۶۰۳، نامگذاری بایر برای این ستاره صورت گرفت و این ستاره در اورانومتریا، فهرست ستارگان یوهان بایر، گنجانده شد. رو هفدهمین حرف الفبای یونانی است و علت این نامگذاری در نامگذاری بایر نیز این بوده‌است که یوهان بایر این ستاره را هفدهمین ستاره پرنور ذات الکرسی پنداشته‌است. در سال ۱۷۱۲، نامگذاری فلامستید، نامگذاری ای که ستارگان در آن بر مبنای بعد فهرست بندی شده اند، برای این ستاره انجام شد و رو ذات الکرسی با نام ۷ ذات الکرسی در فهرست منتشر شده توسط جان فلامستید قرار گرفت.

### ناپایداری

#### تاریخچهٔ تغییرات درخشندگی
رو ذات الکرسی دارای درخشش کاملاً پایداری نیست. قدر ظاهری کنونی آن حدود ۴٫۵۲ است اما همیشه این گونه نبوده‌است. این ستاره در سال ۱۸۹۳ پس از مدت‌ها ثبات در درخشندگی، ناگهان دچار انفجار شد و درخشندگیش کاهش پیدا کرد و قدر ظاهریش نیز رو به فزونی نهاد، به هر حال پس از این رویداد ستاره فراغول رو ذات الکرسی به تدریج به حالت اوّلیّه خود بازگشت؛ اما پس از مدتی در حدود ۵۲ سال، دوباره در سال ۱۹۴۵ شروع به کاهش درخشش نمود به طوری که در سال بعد، یعنی سال ۱۹۴۶ تا قدر ظاهری ۶ کم نور شده بود، ولی پس از مدّتی دگربار به درخشش سابق خود رسید. پس از حدود ۵۰ سال، در سال‌های ۲۰۰۰ و ۲۰۰۱ ستاره رو ذات الکرسی دوباره مانند سال ۱۹۴۶ دچار افت درخشندگی شد.

#### نکات دیگر
در این ۲ سال یکی از بزرگ‌ترین فوران‌های ستاره‌ای شناخته شده در این ستاره رخ داد، و جِرمی معادل حدود ۳ درصد جرم خورشیدی، که هم ارز حدود ۱۰۰۰۰ زمین می‌شد، از رو ذات الکرسی دفع گشت. در مدت تابستان ۲۰۰۰ این ستاره با تلسکوپ ویلیام هرشل رصد شد. نتایج این رصد نشان دادند که دمای سطح این ستاره تنها در چند ماه چیزی در میان ۴۰۰۰ درجه کلوین و ۷۰۰۰ درجه کلوین کاهش پیدا کرده‌است. پژوهش گران با دقت کردن بر مدت و تفاوت چند سالهٔ بازه زمانی میان انفجار سال ۱۸۹۳ و انفجار سال‌های ۱۹۴۵ و ۱۹۴۶ که حدود ۵۲ سال بود، و نیز بازه زمانی میان انفجار سال‌های ۱۹۴۵ و ۱۹۴۶ و انفجار سال‌های ۲۰۰۰ و ۲۰۰۱ که حدود ۵۶ سال بود، به این نتیجه رسیده‌اند که این ستاره در بازه‌های زمانی حدود ۵۰ ساله دستخوش انفجارهایی می‌شود و به همین دلیل آن را در گروه ستاره‌های متغیّر نیمه منظَّم قرار دادند.

## آیندهٔ پر جوش و خروش رو ذات الکرسی
رصدهای این انفجارها همچنین حاکی از این موضوع هستند که احتمال انفجار ابرنواختری در رو ذات الکرسی چنان زیاد است که احتمال بسیار زیادی وجود داشت که این ستاره پیش از این با تبدیل شدن به یک ابرنواختر به زندگی‌اش پایان دهد؛ امّا این اتّفاق پیش نیامده است و هم‌اکنون احتمال بروز این پدیده بیش تر هم شده‌است، زیرا سوخت هسته‌ای این ستاره شدیداً رو به اتمام می‌باشد. این ستاره در آینده با همین نرخ شدید به انفجارهای خود ادامه خواهد داد و در ۱۰٬۰۰۰ سال آینده ۲۰ جرم خورشیدی از خود دفع خواهد کرد.

## نام‌های دیگر
این ستاره افزون‌بر نام رو ذات‌الکرسی، دارای نام‌های دیگری هم می‌باشد که در زیر به برخی از آن‌ها اشاره می‌شود:
۱. ۷ ذات‌الکرسی
۲. جی سی ۳۳۱۶۰
۳. اچ آر ۹۰۴۵
۴. اچ دی ۲۲۴۰۱۴
۵. اس ای اُ ۳۵۸۷۹
۶. اف کی ۵ ۸۹۹
۷. اچ آی پی ۱۱۷۸۶۳